# Christine Guldbrandsen (piosenkarka)
Christine Guldbrandsen (ur. 19 marca 1985 w Bergen) – norweska piosenkarka, reprezentowała swój kraj w konkursie piosenki Eurowizji w 2006 roku. Ze swoją piosenką Alvedansen (Taniec Elfów) zajęła 14. miejsce. Jako 18-latka zadebiutowała w 2003 albumem „Surfing In The Air”, który przyniósł jej złotą płytę. W 2004 nagrała swój drugi album „Moments”, a w 2007 roku ukazał się trzeci album o tytule „Christine”.

## Życiorys
Kariera muzyczna rozpoczęła się długo przed wydaniem jej pierwszego albumu. Już w wieku 3 lat śpiewała w dziecięcym chórze, a w ciągu następnych 12 lat stawiała czoła koncertom chórowym jako solistka. Gdy miała lat 13, Christine zaczęła pracować z producentami Kjetil Kluge i Atle Halstensen i razem spędzili następne lata, szukając stylu Christine, podczas gdy ona sama grała koncerty i występowała w telewizji.
W wieku 18 lat nagrała swój pierwszy album „Surfing In The Air”, który stał się złotą płytą w ciągu trzech tygodni. Pięła się w górę ze swoim drugim albumem „Moments”, wydanym w 2004 roku. Obie płyty zrealizowane były przez wytwórnię Sony BMG
Razem ze swoimi producentami napisała większość piosenek na swoich dwóch albumach, jak również „Alvedansen”, które zapewniło Norwegii wejście do Konkursu Piosenki Eurowizja 2006.

## Dyskografia
- Surfing In The Air (2003)

Lista utworów:
1. Surfing In The Air
2. Invisible Friend
3. In Your Embrace
4. Fly Away
5. My Secret
6. The Search
7. The Far End
8. The Sign Of The Ring
9. Low
10. The Pretty One
11. Dreams

- Moments (2004)

Lista utworów:
1. The Meadow
2. Alone
3. Because Of You
4. From A Distance
5. Silverlight (Lascia Che Io Pianga)
6. My Angel
7. Feet On The Ground
8. Autumn Dawn
9. Mist
10. Between The Lines

- Christine (2007)

Lista utworów:
1. Dansekjolen
2. Langt Bortenfor
3. Tampen Brenner
4. Alvedansen
5. Mellom Himmel Og Jord
6. Spindelvev
7. Den Dag Kjem Aldri
8. Journey`s Song
9. Timeglasset
10. Dove